# 熱血硬派くにおくん
『熱血硬派くにおくん』（ねっけつこうはくにおくん）は、テクノスジャパンが開発を行い、1986年5月にタイトーから稼働されたアーケード用ベルトスクロールアクションゲーム。
主人公の「くにお」を操作し、ことあるごとに悪人に絡まる友人「ヒロシ」の敵討ちを目的としたゲーム。後の同ジャンル作品と異なり限られた範囲内での横スクロールのみだが、画面内に集団で出現する敵相手に格闘を駆使して立ち回り戦うという基礎的な部分は既に確立されており、同ジャンルの始祖的な作品として認識されている。
日本国外版は『RENEGADE』とタイトル名が変更され、ほとんどの登場人物のグラフィックも変更されている、発売元はタイトーアメリカ（国内版「くにおくん」のインストカード及びチラシにタイトーのロゴマークが記載されており、RENEGADEのタイトル画面にタイトーアメリカの表記がテクノスジャパンの表記と連名で見られる）。
1987年にファミリーコンピュータに移植された他、欧米では1987年から1989年にかけて各種パソコンに移植、1993年には欧州でのみセガ・マスターシステムに移植された。ファミリーコンピュータ版は2003年以降に携帯電話アプリゲームとして配信された他、バーチャルコンソール対応ソフトとして2008年にWii、2013年にニンテンドー3DS、2014年にWii Uにてそれぞれ配信された。また、アーケード版はWindows用ソフトとしてプロジェクトEGGにて配信された他、PlayStation 4およびNintendo Switch用ソフトとしてアーケードアーカイブスにて配信された。2011年にはニンテンドー3DSでリメイク作『熱血硬派くにおくん すぺしゃる』が発売されている。
後に同社より本作の登場人物を引き継いだアーケードゲーム『熱血高校ドッジボール部』（1987年）が稼働され、以後『くにおくんシリーズ』としてシリーズ化された。その他、本作を題材としたテレビドラマ『熱血硬派くにおくん』（2013年）がNOTTVにて配信された（後述）。

## 概要
一対多人数の格闘を題材にしたアクションゲームの先駆け。1980年代に流行したツッパリを主題としたゲームで、作者である岸本良久の高校時代が反映されている。キャラクター・デザインは同社のアーケードゲーム『エキサイティング・アワー』（1985年）などを手掛けた緒方孝治。
主人公である正義の不良「くにお」を操り、親友の「ひろし」を襲った不良や暴走族などの悪党たちを相手に闘っていく。時間内にボスを倒すとステージクリア。全4ステージのループゲーム。ライフ制と残機制を併用しており体力が0になるとダウンする、ステージ1と2で穴に落下する、ステージ4でドスや拳銃の攻撃を受ける、時間切れになると1ミスで、残機（標準設定では0機、一定得点でエクステンド）がある場合はステージの最初から再スタートとなる。
当時は珍しかった音声による演出も取り入れられており、コイン投入時の効果音はボイス音声が用いられている。『RENEGADE』ではボイスは全て英語になっている。
タイトルの由来はコナミの『新入社員とおるくん』（1984年）のもじりであり、主人公の名前はテクノスジャパンの社長であった瀧邦夫に由来する。

## ゲーム内容

### システム
1レバーと3ボタン（左攻撃、ジャンプ、右攻撃）で操作。簡単なボタン入力で様々な動きをする。
- レバーで8方向に移動。右か左方向に2回倒すとダッシュ。
  - ダッシュ中に走っている方向の攻撃ボタンを押すとダッシュパンチ。
  - ダッシュ中にジャンプすると、その方向に飛び蹴り。またジャンプ中に壁に接触すると、反転して飛び蹴りを出す。
- 自分の向いているほうにはパンチで攻撃。連続して出せる。
- 自分と反対の方向には後ろ蹴りで攻撃。リーチが長く、一撃で敵が屈みこむ。
- ジャンプと攻撃ボタンを同時押しすると飛び蹴り。
- 何回も攻撃を受けて屈みこんだ敵は、接触することで襟を掴む。
  - 襟をつかむと、向いている方向の攻撃ボタンでヒザ蹴り、逆方向の攻撃ボタンで背負い投げを出す。この時、投げた方向に別の敵キャラが居た場合には一発でダウンさせることが可能。
- ダウンした相手に接触すると馬乗り状態になり、攻撃ボタンでパウンドを出す。ボスは体力が一定以下にならないと弾き返されてしまうが起き上がった直後に馬乗り判定が残るバグがあり特定の動作をすることで一気に体力を奪うことが出来る。
- 背後からの敵に羽交い絞めされることがあり、その間は無防備となってしまう。敵のいる方向の攻撃ボタンで振りほどけ、逆の方向の攻撃ボタンで前蹴りを出せる。

## 設定

### ストーリー
熱血高校の生徒であるいじめられっ子のヒロシは、同校に転校してきた熱血硬派な男「くにお」と親友となる。ある日、何者かにヒロシは襲われてしまい、くにおはヒロシの敵を討つべく立ち上がるのであった。

### ステージ構成
ステージ1
花園高校の不良たちと駅のホームで闘う。ボスは後のライバルとなるりき。リングアウトの概念があり、敵をステージ右端のホーム下に突き落とすと即死させることが出来るが、自分も落ちると1ミスとなる。
ファミリーコンピュータ版では電車内での戦いのシーンが追加され、りきと戦う場所は新宿駅のホームになっている。
『RENEGADE』ではステージが地下鉄のホームに変更されている。
ステージ2
暴走族と湾岸地帯で闘う。ボスは総長のしんじ。1面と同じく、敵を左端の海に落とすと一発で倒せる。自分も落ちて1ミスとなるのも同様。
ファミリーコンピュータ版ではバイクでのチェイスシーンが追加されており、沿岸地帯の戦いの後、バイクチェイスを経てボスの待つ地点へ向かう。
ステージ3
太陽学園のスケ番グループとディスコ店近辺で闘う。チェーンを持った黒髪の雑魚は非常に弱く、跳び蹴りを当てるかダッシュ中に体当たりするだけで即死する。ボスは番長のみすず。ザコが弱い代わりに耐久力が高く、ダッシュで近接すると同時にくにおを掴んで身動きを封じ往復ビンタ攻撃→放り投げるのコンボで一度に数メモリ分の体力を奪っていく強敵。
ファミリーコンピュータ版ではルート選択があり、みすずと闘わなくてもステージをクリアできる。
『RENEGADE』では業務用は女性パンクス、NES版ではチャイナドレス姿の女性が敵になる。
ステージ4
暴力団の事務所の外と中で闘う。ボスは組長のさぶ。この面の雑魚が所持するドス及びさぶの所持する拳銃を喰らうと体力の残量に関わらず1ミスとなる（このステージのみ敵から攻撃を喰らうと即死したことを表す巨大なヒットマークが現れる。なおステージ1と2の舞台から転落による即死の場合はこのヒットマークは現れない）。
ファミリーコンピュータ版では建物の中が迷路になっており、正しいルートを進む必要がある。また、ファミリーコンピュータ版では暴力団の雑魚が登場しない代わりに、通常の雑魚に加えてこれまで倒したボスが複数で襲い掛かってくる。
『RENEGADE』では業務用は雑魚が黒人に変更されただけだが、NES版ではさぶの服装の色が日本版と違う。

## 移植版
| No. | タイトル                                             | 発売日                                    | 対応機種                                     | 開発元               | 発売元                    | メディア                                        | 型式                             | 備考 |
| --- | ---------------------------------------------------- | ----------------------------------------- | -------------------------------------------- | -------------------- | ------------------------- | ----------------------------------------------- | -------------------------------- | --- |
| 1   | 熱血硬派くにおくん Renegade                          | 1987年4月17日 1988年1月                   | ファミリーコンピュータ                       | テクノスジャパン     | テクノスジャパン タイトー | 1メガビット+64キロRAMロムカセット               | TJC-KN NES-RG                    | |
| 2   | Renegade                                             | 1987年 1988年                             | Amstrad CPC コモドール64 ZX Spectrum         | Imagine Software     | Imagine Software タイトー | フロッピーディスク                              | -                                | 北米ではコモドール64版のみ発売 |
| 3   | Renegade                                             | 1988年 1989年                             | Amiga Atari ST                               | Software Creations   | Imagine Software タイトー | フロッピーディスク                              | -                                | |
| 4   | Renegade                                             | 1988年                                    | Thomson TO8 Thomson MO5                      | Wise Owl Software    | France Image Logiciel     | フロッピーディスク                              | -                                | |
| 5   | Renegade                                             | 1988年                                    | PC/AT互換機                                  | Banana Development   | タイトー                  | フロッピーディスク                              | -                                | |
| 6   | Renegade                                             | 1989年                                    | Apple II                                     | NovaLogic            | タイトー                  | フロッピーディスク                              | -                                | |
| 7   | Renegade                                             | 1993年                                    | セガ・マスターシステム                       | ナツメ               | セガ                      | ロムカセット                                    | 7116                             | |
| 8   | 熱血硬派くにおくん                                   | 2003年5月20日                             | 504、504i専用 （iアプリ）                    | ウェブ ドゥ ジャパン | ウェブ ドゥ ジャパン      | ダウンロード （熱血硬派くにおくんi）            | -                                | ファミリーコンピュータ版の移植 1～2面のみ、4面は2004年1月13日配信                                                                        |
| 9   | 熱血硬派くにおくん                                   | 2004年10月1日                             | ボーダフォンライブ! （Vアプリ）              | ウェブ ドゥ ジャパン | ウェブ ドゥ ジャパン      | ダウンロード （熱血硬派くにおくんV）            | -                                | ファミリーコンピュータ版の移植 1～2面のみ、3面は2005年2月1日より配信                                                                     |
| 10  | オレたちゲーセン族 熱血硬派くにおくん                | 2006年1月26日                             | PlayStation 2                                | テクノスジャパン     | ハムスター                | CD-ROM                                          | SLPM-62706                       | アーケード版の移植 |
| 11  | 熱血硬派くにおくん Renegade                          | 2008年3月18日 2008年5月6日                | Wii                                          | テクノスジャパン     | アークシステムワークス    | ダウンロード （バーチャルコンソール）           | FDTJ FDTE                        | ファミリーコンピュータ版の移植 |
| 12  | 熱血硬派くにおくん                                   | 2010年3月23日                             | Windows                                      | テクノスジャパン     | アークシステムワークス    | ダウンロード （プロジェクトEGG）                | -                                | ファミリーコンピュータ版の移植 |
| 13  | 熱血硬派くにおくん                                   | 2010年7月27日                             | Windows                                      | テクノスジャパン     | アークシステムワークス    | ダウンロード （プロジェクトEGG）                | -                                | アーケード版の移植 |
| 14  | Renegade                                             | 2011年11月22日                            | Windows                                      | テクノスジャパン     | アークシステムワークス    | ダウンロード （プロジェクトEGG）                | -                                | アーケード版の移植 |
| 15  | 熱血硬派くにおくん すぺしゃる                        | 2011年12月15日                            | ニンテンドー3DS                              | エイビット新潟       | アークシステムワークス    | 3DSカード                                       | -                                | リメイク版 |
| 16  | Renegade                                             | 2012年5月10日                             | iPhone、iPad (iOS)                           | テクノスジャパン     |                           | ダウンロード                                    | 516122501                        | |
| 17  | 熱血硬派くにおくん Renegade                          | 2013年4月3日 2014年2月20日 2014年2月27日  | ニンテンドー3DS                              | テクノスジャパン     | アークシステムワークス    | ダウンロード （バーチャルコンソール）           | TCLJ TCLP TCLE                   | ファミリーコンピュータ版の移植 |
| 18  | 熱血硬派くにおくん Renegade                          | 2014年1月15日 2014年2月27日 2014年3月6日  | Wii U                                        | テクノスジャパン     | アークシステムワークス    | ダウンロード （バーチャルコンソール）           | FB6J FB6E FB6P                   | ファミリーコンピュータ版の移植 |
| 19  | 熱血硬派くにおくん                                   | 2014年7月24日                             | PlayStation 4 (PlayStation Network)          | テクノスジャパン     | ハムスター                | ダウンロード （アーケードアーカイブス）         | CUSA-00388                       | アーケード版の移植 |
| 20  | Renegade                                             | 2015年6月2日 2015年6月30日 2015年12月22日 | PlayStation 4 (PlayStation Network)          | テクノスジャパン     | ハムスター                | ダウンロード （アーケードアーカイブス）         | CUSA-00978 CUSA-02668 CUSA-03932 | アーケード版の移植 |
| 21  | くにおくん熱血コンプリート ファミコン編              | 2016年12月8日                             | ニンテンドー3DS                              |                      | アークシステムワークス    | 3DSカード                                       | CTR-P-BKCJ                       | ファミリーコンピュータ版の移植 他シリーズのファミコン10作品との合同収録作                                                                |
| 22  | 熱血硬派くにおくん Renegade                          | 2018年6月28日                             | Nintendo Switch (ニンテンドーeショップ)      | テクノスジャパン     | ハムスター                | ダウンロード （アーケードアーカイブス）         | -                                | アーケード版の移植 |
| 23  | くにおくん ザ・ワールド 〜クラシックスコレクション〜 | 2018年12月20日                            | Nintendo Switch PlayStation 4 Xbox One Steam |                      | アークシステムワークス    | Switch専用ゲームカード ディスクROM ダウンロード | -                                | ファミリーコンピュータ版の移植 他シリーズのファミコン17作品との合同収録作 ファミコン版『RENEGADE』（海外版『熱血硬派くにおくん』）も収録 |
| 24  | イーグレットツー ミニ アーケードコレクションPART1    | 2025年12月18日                            | イーグレットツー ミニ                        | 瑞起 ※本体の開発元   | タイトー                  | SDカード                                        | -                                | 追加SDカードに入っている10作品の1つとして収録。                                                                                          |

ファミリーコンピュータ版
AC版とは若干設定が変わっており、やくざに連れ去られたヒロシをくにおが救出するべく立ち上がるストーリー。
ハード制約上、画面内に現れる敵の数の最大数の減少などの簡略化が施されているが、バイクによるチェイスシーン、最終面でのルート分岐など家庭用オリジナルの要素も加えられている。
また、残機制も最初から導入されている。
Wii、ニンテンドー3DS、Wii Uのバーチャルコンソールでアークシステムワークスから配信中。
セガ・マスターシステム版
日本国外のみ1993年にセガから発売、ナツメ開発。
NES版を元に移植されており、また、ラストボスの「さぶ」が「LUCAS」という別人に変更されている。
PlayStation 2版
ハムスターより、PlayStation 2用ソフトオレたちゲーセン族のラインナップとして2006年1月26日に発売された。アーケード版の移植はこれが初めてだが、問題点が多く存在し、移植度は低い。
ニンテンドー3DS版
2011年12月15日にアークシステムワークスより『熱血硬派くにおくん すぺしゃる』のタイトルで発売。2.5頭身キャラクターでリメイクされており、ダウンタウンシリーズ風のストーリーモードやバトルロイヤルなどが追加されている。
Wii版
Wiiのバーチャルコンソールで、2008年3月18日からファミリーコンピュータ版（配信元:アークシステムワークス）が、2012年3月6日よりアーケード版（配信元:D4エンタープライズ）が配信されている。
Windows版
D4エンタープライズが運営する『プロジェクトEGG』にて、ファミリーコンピュータ版・アーケード版だけでなく、海外アーケード版『RENEGADE』も配信されている。いずれもミリオン名義。
携帯版
ウェブドゥジャパンなどによりゲームサイトからコンテンツが配信されアプリがダウンロードできる他、クルーズがソーシャルゲームをモバゲータウンに提供している。
PlayStation 4版
PlayStation 4のアーケードアーカイブスで、2014年7月24日からアーケード版（配信元:ハムスター）が配信されている。また、2015年12月22日より海外版『RENEGADE』を、キャンペーン対象者に対して無料配信している。
Nintendo Switch版
Nintendo Switchのアーケードアーカイブスで、2018年6月28日からアーケード版が配信されている。こちらは海外版『RENEGADE』も一緒に収録している。

## スタッフ
アーケード版
- ディレクター：岸本良久
- デザイナー：緒方孝治、斉藤伸一、向井久美子
- プログラマー：富山徳之、熊谷慎太郎、佐藤博、西村成孝
- ハードウェア：西川のけんちゃん

ファミリーコンピュータ版
- ディレクター：岸本良久
- デザイナー：白戸政男、矢崎美佐
- 音楽：澤和雄
- プログラマー：富山徳之、熊谷慎太郎

セガ・マスターシステム版
- エグゼクティブ・プロデューサー：しおかわたかし
- プロデューサー：廣田公男
- ディレクター：水谷郁
- プログラマー：ひしかわひろし
- グラフィック・デザイナー：はやみやすなり、みやもとしんや、川端信広
- キャラクター・デザイン：はやみやすなり
- 音楽ディレクター：水谷郁
- 音楽：澤和雄
- ゲーム・デザイン：はやみやすなり

## 評価
アーケード版
1998年にそれまで発売されていたアーケードゲーム全てを対象に行われたゲーメストムック『ザ・ベストゲーム2』では、『名作・秀作・天才的タイトル』と認定された「ザ・ベストゲーム」に選定され、同書では本作が「投げ」や「リングアウト」、「ダウン攻撃」の概念を初めて導入したゲームである事に触れた上で「非常に斬新かつ画期的な格闘アクションゲーム」と絶賛した。また敵キャラクターのバリエーションの豊富さやパターンを記憶すれば初心者でもクリアできる難易度であると指摘した上で「テンポのいいアクションで幅広い層に受け入れられたこのゲーム。マニアックでこそないが、まさに名作といえるだろう」と称賛した。
ファミリーコンピュータ版
ゲーム誌『ファミコン通信』の「クロスレビュー」では合計28点（満40点）、『ファミリーコンピュータMagazine』の読者投票による「ゲーム通信簿」での評価は以下の通り20.30点（満30点）となっている。また、同雑誌1991年5月10日号特別付録の「ファミコンロムカセット オールカタログ」では、「各ステージ毎に趣向が違うため、いろいろな戦いが繰り広げられる」と演出面などを肯定的に評価している。
| 項目 | キャラクタ | 音楽 | 操作性 | 熱中度 | お買得度 | オリジナリティ | 総合  |
| 得点 | 3.61       | 3.23 | 3.19   | 3.67   | 3.15     | 3.45           | 20.30 |

## テレビドラマ版
シリーズ全体を原案としたドラマが『熱血硬派くにおくん』のタイトルで、新作『熱血硬派くにおくんSP 乱闘協奏曲』の発売と時期を合わせた2013年9月13日からNOTTVで放送され、間を空けずにDVDリリースされた。全13話。
ストーリーはリメイク版『熱血硬派くにおくん すぺしゃる』の世界観を主軸に、シリーズの様々な作品の要素を取り入れたものとなっている。登場人物や基本設定は全体的に『すぺしゃる』以後の熱血硬派シリーズとスポーツシリーズがベースだが、冷峰学園が敵勢力の一つとして登場したり、運動会のエピソードがあったりと、ダウンタウンシリーズの要素も僅かながら取り入れられている。それまでのゲーム作品と違ってくにおとりきは学ランの前釦を外しており、くにおは赤いインナーが、りきはサラシが見えるこれらのスタイルは以降のゲームにも継承されている。
当初はゲーム同様の超人的な必殺技や、殴られた人間が吹き飛んで星になったり、みすずが校舎を埋め尽くすほど巨大化したりなどの漫画的演出や突き抜けたギャグ描写が盛り込まれていたが、話が進むつれてそう言った表現は殆ど見られなくなっていった。ゲームと違ってくにおとりきが（みすずを除く）女性に手を上げる事は最後まで無く、たとえ敵であっても防戦以上の事はしなかった。また、何人かの敵とは決着が付かず終いとなっている。

### キャスト
- くにお：大野拓朗
- りき：滝口幸広
- みさこ：高嶋香帆
- 田所：土平ドンペイ
- ひろし：畠山航輔
- みすず：濱田秀

- まどか先生：山本梓
- 夢子先生：水崎綾女
- ヘル、獅子王：大貫勇輔
- さぶ：ガンビーノ小林
- しんじ：黒石高大
- きょうこ：松尾寧夏
- へいるまん：菅田俊
- 食堂のおやじ：モト冬樹
- 田所の父：不破万作
- さぶ（本物）：渡辺哲

- ナレーション：市川猿之助

### スタッフ
- 製作：香月淑晴
- 企画：小野誠一
- プロデューサー：原和政、鈴木政信
- 原案：ミリオン／岸本良久（プロフェット）
- 脚本：光石富士朗、山本浩貴、久米伸明、三輪江一、大塩哲史、田中智章、眞島浩一
- 監督：光石富士朗、榊英雄、山本浩貴、田中智章、佐藤太、工藤伸一
- エンディング：SUNDAYS『アッと言わせたい』

### 放送リスト[39]
| 話数 | サブタイトル                                     | 脚本                                  | 監督       | 放送日         |
| ---- | ------------------------------------------------ | ------------------------------------- | ---------- | -------------- |
| 1    | くにお登場篇                                     | 光石富士朗 山本浩貴 久米伸明          | 光石富士朗 | 2013年9月13日  |
| 2    | みすず＆闇の組織登場篇                           | 光石富士朗 山本浩貴 久米伸明          | 光石富士朗 | 2013年9月20日  |
| 3    | 熱血ドッジボール篇                               | 光石富士朗 山本浩貴 久米伸明 三輪江一 | 榊英雄     | 2013年9月27日  |
| 4    | 熱血サッカ―篇                                    | 光石富士朗 山本浩貴 久米伸明          | 山本浩貴   | 2013年10月4日  |
| 5    | さぶ・死闘篇                                     | 光石富士朗 山本浩貴 久米伸明 三輪江一 | 榊英雄     | 2013年10月11日 |
| 6    | 死亡遊戯篇                                       | 光石富士朗 山本浩貴 久米伸明          | 光石富士朗 | 2013年10月18日 |
| 7    | コートにかけろ!熱血ストリートバスケ篇            | 大塩哲史                              | 田中智章   | 2013年10月25日 |
| 8    | 拳の居場所 伝説の鉄板鞄篇                        | 田中智章                              | 佐藤太     | 2013年11月1日  |
| 9    | 反逆のみすず!お前の血は何色だ? 関東獅子連合 前篇 | 眞島浩一                              | 佐藤太     | 2013年11月8日  |
| 10   | くにおの拳、みさこの拳 関東獅子連合 後篇         | 眞島浩一                              | 佐藤太     | 2013年11月15日 |
| 11   | 燃えろ商店街! 熱血運動会 前篇                    | 大塩哲史                              | 工藤伸一   | 2013年11月22日 |
| 12   | 愛のストリートファイト! 熱血運動会 後篇          | 大塩哲史                              | 工藤伸一   | 2013年11月29日 |
| 13   | 白ランよ永遠に…篇 memories forever               | 大塩哲史                              | 佐藤太     | 2013年12月6日  |

## 漫画版

### 『おれは男だ! くにおくん』
1991年から1996年まで『月刊コロコロコミック』（小学館）誌上で穴久保幸作によるギャグマンガが『おれは男だ！くにおくん』のタイトルで連載された。詳細は『おれは男だ! くにおくん』参照。

### 『くにおくん！熱血勝負！』
藤井昌浩による漫画版。

### 『熱血硬派くにおくん４コマまんが王国』
4コマまんが王国シリーズの一つとして双葉社から刊行された。

### 『熱血硬派くにおくん』
河合一慶によるギャグマンガ。『小学二年生』に1992年4月号 - 1994年7月号に連載。未単行本化。